# Duan Jingli
Duan Jingli (en chino: 段静莉; Luoyang, 8 de marzo de 1989) es una deportista china que compitió en remo.
Participó en los Juegos Olímpicos de Río de Janeiro 2016, obteniendo una medalla de bronce en la prueba de scull individual. Ganó dos medallas de bronce en el Campeonato Mundial de Remo, en los años 2014 y 2015.

## Palmarés internacional
| Juegos Olímpicos   | Juegos Olímpicos         | Juegos Olímpicos  | Juegos Olímpicos |
| Año                | Lugar                    | Medalla           | Prueba           |
| ------------------ | ------------------------ | ----------------- | ---------------- |
| 2016               | Río de Janeiro (Brasil)  | Medalla de bronce | Scull individual |
| Campeonato Mundial |                          |                   |                  |
| Año                | Lugar                    | Medalla           | Prueba           |
| 2014               | Ámsterdam (Países Bajos) | Medalla de bronce | Scull individual |
| 2015               | Aiguebelette (Francia)   | Medalla de bronce | Scull individual |